# Gérard Laumon
Gérard Laumon (* 1952 in Lyon) ist ein französischer Mathematiker, der sich mit algebraischer Geometrie beschäftigt (Shimura-Varietäten, Drinfeld-Moduln, Langlands-Vermutungen).

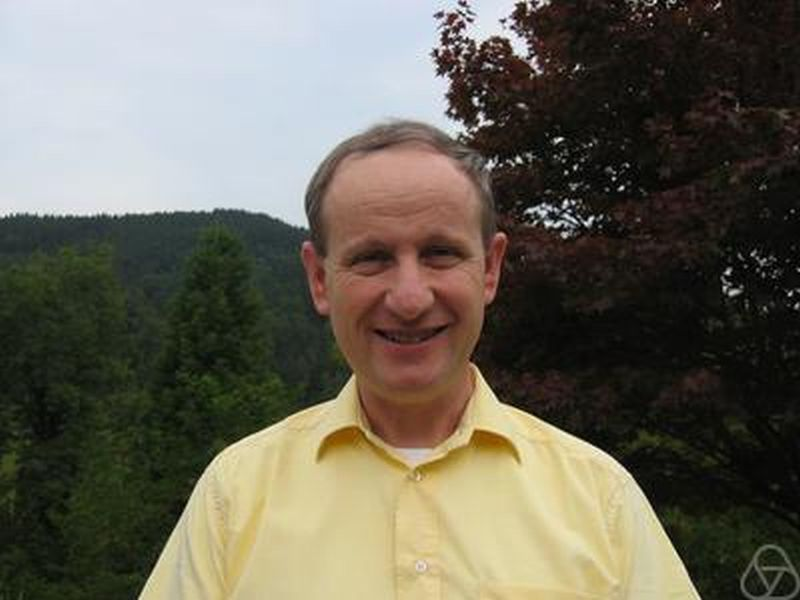
Laumon in Oberwolfach 2004

Laumon studierte ab 1972 an der École normale supérieure und wurde 1983 bei Luc Illusie an der Universität Paris-Süd mit der Dissertation Caractéristiques d’Euler-Poincaré et sommes exponentielles promoviert. Seit 1989 ist er Directeur de Recherche des CNRS am Laboratoire de Mathématique d’Orsay.
1992 bewies er mit Michael Rapoport und Ulrich Stuhler die lokalen Langlands-Vermutungen für Funktionenkörper (Inventiones Mathematicae 1993). 2004 erhielt er mit dem aus Vietnam stammenden Mathematiker Ngô Bao Châu den Clay Research Award für ihren Beweis des Fundamentallemmas von Robert Langlands für unitäre Gruppen. Ideen von Vladimir Drinfeld folgend schlug er auch ein geometrisches Langlandsprogramm vor (Duke Mathematical Journal Bd. 54, 1987).
1987 gab er einen neuen Beweis der Verallgemeinerung der Weil-Vermutungen von Pierre Deligne (die dieser 1980 bewiesen hatte, nachdem er schon 1974 einen ersten Beweis gegeben hatte).
Zu seinen Doktoranden zählen die Fields-Medaillen-Preisträger Laurent Lafforgue (Dissertation 1994), der die Langlandsvermutungen für die allgemeine lineare Gruppe für Funktionenkörper bewies, und Ngô Bao Châu (Dissertation 1997) sowie Sophie Morel.
1987 erhielt er die Silbermedaille des CNRS. 1992 erhielt er den Ernest-Dechelle-Preis der französischen Akademie der Wissenschaften. Er ist seit 2004 Mitglied der Akademie und seit 2013 auch der Academia Europaea. 2006 war er Gastredner auf dem Internationalen Mathematikerkongress (ICM) in Madrid (Aspects geometriques du lemme fondamentale de Langlands-Shelstad) und 1990 auf dem ICM in Kyoto (La transformation de Fourier geometrique et ses applications). Er ist Fellow der American Mathematical Society.

## Schriften
- Gérard Laumon: Cohomology of Drinfeld Modular Varieties. 2 Bde., Cambridge University Press 1995, 1996, ISBN 0-521-47060-9.
- Gérard Laumon, Laurent Moret-Bailly: Champs algébriques. Springer 1999, ISBN 3-540-65761-4.
- Gérard Laumon, Shrawan Kumar, Ulrich Stuhler: Vector Bundles on Curves – New Directions. Springer 2008 (Vorlesung von Laumon über Shtukas von Wladimir Drinfeld), ISBN 3-540-62401-5.
- Gérard Laumon: Transformation de Fourier, constantes d'équations fonctionnelles et conjecture de Weil, Publications Mathématiques de l'IHÉS, Band 65, 1987, S. 131–210, Numdam